# Championnat du Burkina Faso féminin de football
Le championnat du Burkina Faso féminin de football ou Première Division est une compétition burkinabé de football féminin. Elle est organisée par la Fédération du Burkina Faso de football.

## Histoire
La première édition du championnat a lieu en 2002-2003.

## Palmarès
| Saison    | Champion                                                    | Vice-champion                                               |
| --------- | ----------------------------------------------------------- | ----------------------------------------------------------- |
| 2002-2003 | Princesses FC du Kadiogo                                    | Association Les Lionnes du Houet                            |
| 2003-2004 | Princesses FC du Kadiogo                                    | Association Sportive Féminine Les Gazelles                  |
| 2004-2005 | Princesses FC du Kadiogo                                    | Association Sportive Féminine Les Gazelles                  |
| 2006      | Compétition non disputée                                    | Compétition non disputée                                    |
| 2007      | Compétition non disputée                                    | Compétition non disputée                                    |
| 2008      | Association Les Lionnes du Houet                            | Association Sportive Féminine Les Gazelles                  |
| 2009      | Résultats non connus                                        | Résultats non connus                                        |
| 2010      | Résultats non connus                                        | Résultats non connus                                        |
| 2011-2012 | Gazelles FC du Kadiogo                                      |                                                             |
| 2012-2013 | Gazelles FC du Kadiogo                                      | Princesses FC du Kadiogo                                    |
| 2013-2014 | Colombes de l'USFA                                          | Princesses FC du Kadiogo                                    |
| 2015      | Colombes de l'USFA                                          | Reines du Yatenga                                           |
| 2016      | Colombes de l'USFA                                          | Princesses FC du Kadiogo                                    |
| 2016-2017 | Colombes de l'USFA                                          | AO Étincelles du Faso                                       |
| 2017-2018 | Colombes de l'USFA                                          | AO Étincelles du Faso                                       |
| 2018-2019 | AO Étincelles du Faso                                       | Colombes de l'USFA                                          |
| 2019-2020 | Compétition abandonnée en raison de la pandémie de Covid-19 | Compétition abandonnée en raison de la pandémie de Covid-19 |
| 2020-2021 | Colombes de l'USFA                                          | AO Étincelles du Faso                                       |
| 2021-2022 | Colombes de l'USFA                                          | AO Étincelles du Faso                                       |
| 2022-2023 | Colombes de l'USFA                                          | AO Étincelles du Faso                                       |
| 2023-2024 | AO Étincelles du Faso                                       |                                                             |
| 2024-2025 | Colombes de l'USFA                                          |                                                             |